# Juan José Gómez Molina

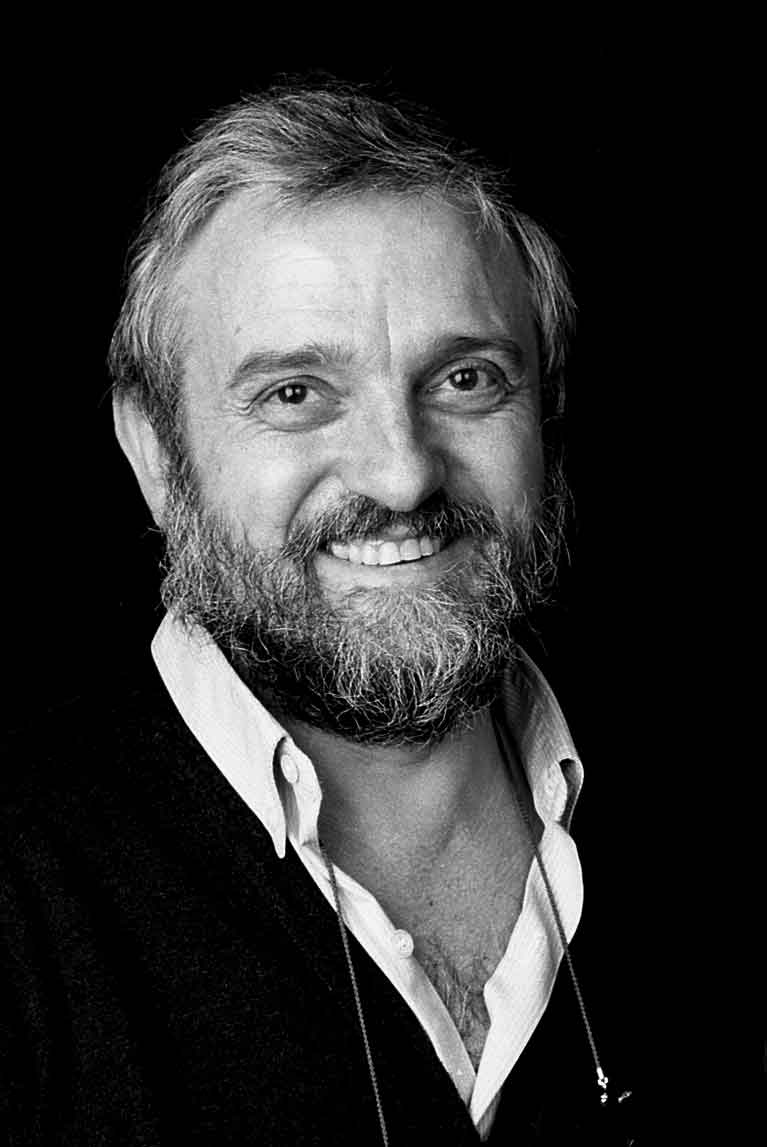
Auto retrato: Juan José Gómez Molina

Juan José Gómez Molina (Carcelén; Albacete, 21 de marzo de 1943 - Albacete, 24 de agosto de 2007) fue un artista y profesor de dibujo español.

## Trayectoria
Fue licenciado y doctor en Bellas Artes. Se centró en la práctica, la investigación y la enseñanza de las artes visuales, desde educación primaria hasta el ámbito universitario. Fue profesor de la Escuela Superior de Arquitectura de Madrid y catedrático de Dibujo de las facultades de Bellas Artes de Barcelona, Salamanca y Cuenca, además de la Universidad Complutense de Madrid.

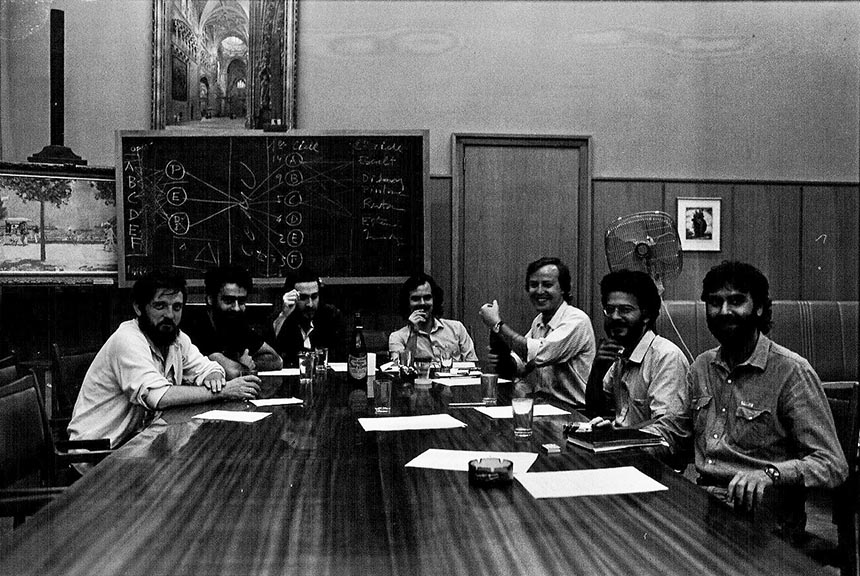
Fac. Bellas Artes. Juan José Gómez Molina, Joan Fontcuberta, Manel Serra, Manuel Laguillo, Carles Ameller, Antonio Aguilera,Enrique Viciano. En la Sala de Juntas de la Fac de BBAA de Barcelona. Fundando las enseñanzas de fotografía y vídeo en esa facultad. Comienzos de los 80.

En todas ellas desempeñó un importante papel; introdujo por primera vez en España los estudios universitarios de Fotografía e Imagen en los programas de la Facultad de Bellas Artes de Barcelona, siendo vicedecano de Ordenación Académica. Ya en la Universidad Complutense, desempeñó varios cargos, siendo en los últimos años miembro del Comité Científico en el área de Humanidades, miembro de la Comisión de Cultura de la Facultad de Bellas Artes y, por elección, miembro de la Comisión de Reclamaciones de la Universidad.
En 2008 recibió a título póstumo la distinción de Hijo Predilecto de Carcelén, cuya plaza del Ayuntamiento fue renombrada en su nombre.

## Obra
Mostró sus primeras obras en la Casa de la Cultura de Albacete en 1969 y desde entonces realizó numerosas exposiciones individuales, como por ejemplo en las galerías Dau al Set, Línea Uno, Egam, Granero, Casa Lis, Albatros, Luis Adelantado, Del Pasaje, Museo de Albacete, Caja Negra, Belarde, Foto-Forum West (Austria), Palacio del Infantado, Museo Provincial de Ciudad Real, Tercer Espacio y Centro Cultural Conde Duque de Madrid.
En cuanto a exposiciones colectivas, entre las últimas se encuentran "Adquisiciones y proyectos 2003-2006 Arte Contemporáneo" (2007) en el museo de Arte Contemporáneo de Madrid (Centro Cultural Conde Duque) y "Acumulación y Crecimiento" (2006-2007), en Temuco (Chile) organizada por la Galería de arte de la Universidad Católica.
Su obra en espacios públicos está en la Universidad Carlos III, en el parque de Villarrosa de Madrid, y en la estación de metro Hermanos Machado de Valencia.

## Publicaciones
Entre sus publicaciones destacan los siguientes libros:
- El dibujo, belleza, razón, orden y artificio (Diputación de Zaragoza y Mapfre Vida, 1992)
- Las lecciones del dibujo (Cátedra, 1995)
- El paisaje de la mirada (Caja de Castilla-La Mancha, 1998)
- El desvanecimiento de la memoria (Junta de Comunidades de Castilla-La Mancha, 1999)
- Estrategias del dibujo en el arte contemporáneo (Cátedra, 1999)
- El manual de dibujo. Estrategias de su enseñanza en el siglo XX (Cátedra, 2001)
- Herramientas y máquinas de dibujo (Cátedra, 2002)
- Los nombres del dibujo (Cátedra, 2005)
- La representación de la representación (danza, teatro, cine y música) (Cátedra, 2007)

## Premios
- Museo de Albacete I Bienal de Albacete (1986).
- Primer premio de Artes Plásticas de la Comunidad de Castilla-La Mancha (1987).
- Premio Castilla y León, Bienal de Zamora (1988).
- Premio de escultura de la Consejería de Obras Públicas y Urbanismo para la línea III del metro Hermanos Machado. Valencia (1994).